# Clemens Hach
Clemens Augustinus Hach (* 1970 in Algier) ist ein deutscher Diplomat. Seit August 2022 ist er Botschafter der Bundesrepublik Deutschland in Bahrain.

## Leben und Laufbahn
Clemens Hach machte 1988 sein Baccalauréat (entspricht dem deutschen Abitur) am französischen Gymnasium in Bonn. Danach leistete er seinen Grundwehrdienst in Pinneberg und Köln, bevor er 1990 bis 1998 an der Universität Bonn Islamwissenschaften sowie Staatsrecht und Verfassungs-, Sozial- und Wirtschaftsgeschichte studierte. 1999 schloss er sein Studium mit dem Magister artium der Islamwissenschaften ab.
Im selben Jahr trat er in den auswärtigen Dienst ein. Nach seiner Attachéausbildung wurde er von 2000 bis 2002 politischer Referent der deutschen Botschaft in Caracas, Venezuela. Anschließend wechselte er als ständiger Vertreter des Botschafters in die deutsche Botschaft von San José, Costa Rica. 2005 bis 2008 bekleidete er das Amt des Referenten des Sonderstabes Afghanistan im Auswärtigen Amt, bevor er von 2008 bis 2010 als ständiger Vertreter des Botschafters in der deutschen Botschaft in Daressalam, Tansania arbeitete.
Von 2010 bis 2012 war Hach als Austauschbeamter im Außenministerium der Vereinigten Staaten beschäftigt, dort agierte er als Berater des Sonderbeauftragten für Pakistan und Afghanistan. Nach dem Auslandsposten hatte Hach erneut einen Posten als Mitarbeiter im Auswärtigen Amt in Berlin inne, diesmal als stellvertretender Referatsleiter für Syrien und Libanon. Von 2015 bis 2016 leitete er zusätzlich zu dieser Tätigkeit das Irak-Team. Anschließend wechselte er in die deutsche Botschaft Bogotá, Kolumbien. Dort war er ständiger Vertreter des Botschafters. Seit August 2022 ist Hach Botschafter Deutschlands im Bahrain in der deutschen Botschaft Manama.
Clemens Hach ist verheiratet und hat sechs Kinder.